# KH-7 07
KH-7 07 – amerykański satelita rozpoznawczy. Siódmy statek serii KeyHole-7 GAMBIT programu CORONA. Jego zadaniem było wykonanie wywiadowczych zdjęć Ziemi, o rozdzielczości przy gruncie około 46 cm. Na pokładzie statku znalazł się też eksperyment pomiaru promieniowania jądrowego za pomocą emulsji czułych.

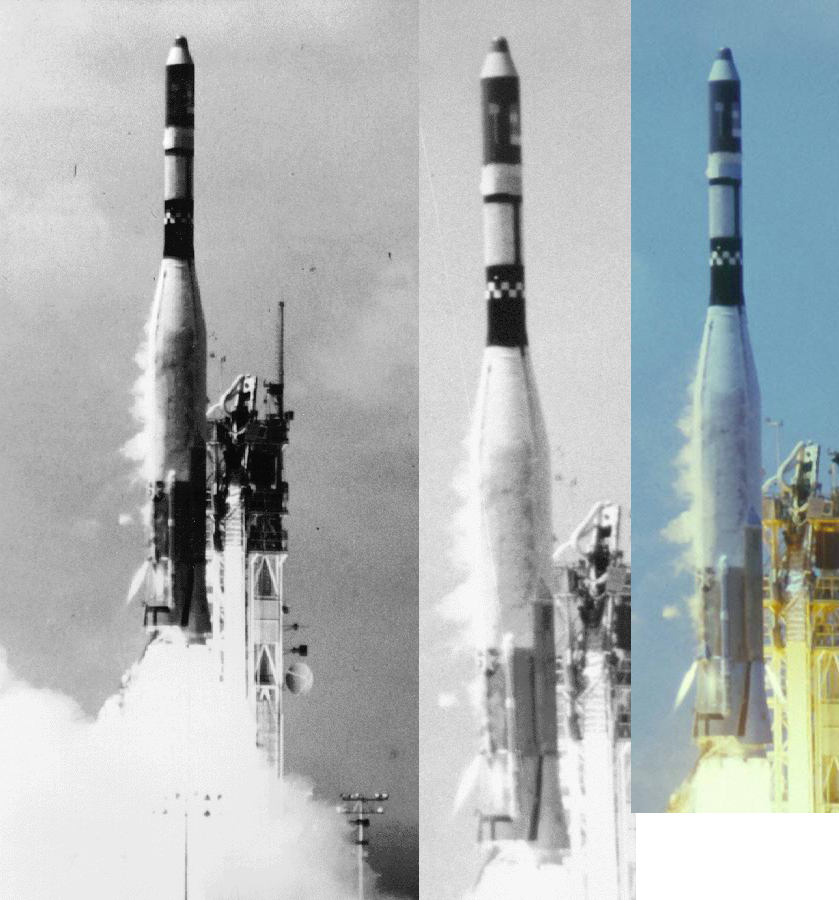
Złożenie zdjęć ze startu Atlasa Ageny D z satelitą KH-7 07

Satelity tego typu nadal pozostają utajnione przez rząd Stanów Zjednoczonych.